# ای‌جی‌ام-۱۵۸ جی‌ای‌اس‌اس‌ام

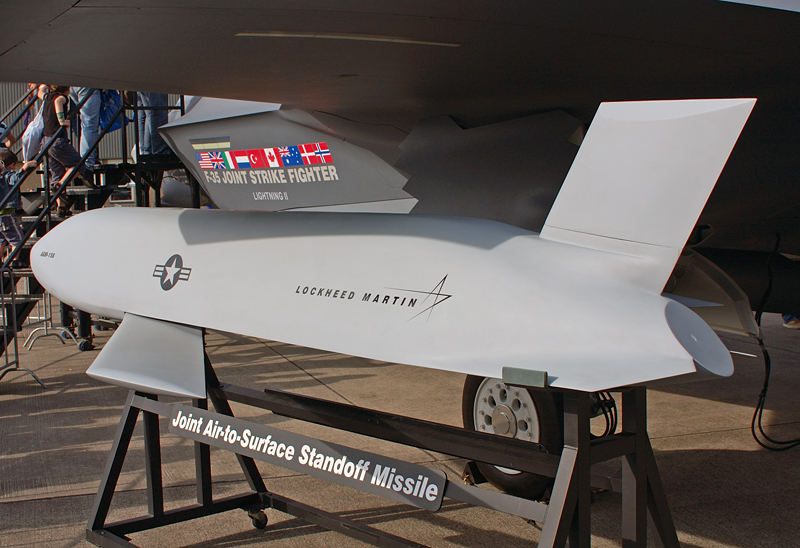
موشک جزم

 موشک ای‌جی‌ام-۱۵۸ جزم (به انگلیسی:AGM-158 JASSM) یک موشک کروز هواپرتاب دوربرد با قابلیت رادارگریزی است که توسط شرکت لاکهید مارتین برای نیروهای مسلح ایالات متحده آمریکا توسعه داده شده است. این موشک، یک سلاح بزرگ، رادارگریز و دوربرد با کلاهک جنگی زره‌شکن به وزن ۴۵۰ کیلوگرم است. آزمایش‌های این موشک در سال ۱۳۸۷-۱۳۸۸ به پایان رسید و در همان سال وارد خدمت نیروی هوایی ایالات متحده شد. تا سال ۱۳۹۲-۱۳۹۳، این موشک به کشورهای استرالیا، فنلاند و لهستان نیز صادر شده است. نسخه با برد افزایش‌یافته این موشک با نام ای‌جی‌ام-۱۵۸بی جزم-ئی‌آر (AGM-158B JASSM-ER) در سال ۱۳۹۲-۱۳۹۳ وارد خدمت شد و همچنین یک نمونه ضدکشتی مشتق‌شده از آن با نام ای‌جی‌ام-۱۵۸سی اِل‌آراِی‌اِس‌اِم (AGM-158C LRASM) در سال ۱۳۹۶-۱۳۹۷ عملیاتی گردید. تا شهریور-مهر ۱۳۹۵، شرکت لاکهید مارتین در مجموع ۲۰۰۰ فروند از هر دو نوع موشک جزم را به نیروی هوایی ایالات متحده تحویل داده بود. طبق گزارش‌ها، در مرداد-شهریور ۱۴۰۳ ایالات متحده در حال بررسی ارسال موشک‌های ای‌جی‌ام-۱۵۸ جزم (AGM-158 JASSM) به اوکراین بوده است.

## مرور کلی برنامه

### خاستگاه‌ها
پروژه جزم در سال ۱۳۷۳-۱۳۷۴ پس از لغو پروژه ای‌جی‌ام-۱۳۷ تیسام آغاز شد. موشک تیسام به عنوان یک موشک کروز رادارگریز با دقت بالا برای استفاده از فواصل دور طراحی شده بود، اما مدیریت ضعیف پروژه منجر به افزایش هزینه‌ها شد. از آنجایی که نیاز به چنین سلاح‌هایی همچنان وجود داشت، ارتش به سرعت پروژه دیگری با اهداف مشابه را اعلام کرد. قراردادهای اولیه برای دو طرح رقیب در سال ۱۳۷۴-۱۳۷۵ به لاکهید مارتین و مک‌دانل داگلاس اعطا شد و نام‌های موشکی ای‌جی‌ام-۱۵۸اِی و ای‌جی‌ام-۱۵۹اِی به این دو سلاح اختصاص یافت. طرح ای‌جی‌ام-۱۵۸اِی شرکت لاکهید مارتین برنده شد و قراردادی برای توسعه بیشتر در سال ۱۳۷۶-۱۳۷۷ منعقد گردید.موشک ای‌جی‌ام-۱۵۸اِی از یک موتور توربوجت تله‌داین سی‌اِی‌ئی جِی۴۰۲ استفاده می‌کند. قبل از پرتاب، بال‌ها برای کاهش اندازه جمع می‌شوند و پس از پرتاب به طور خودکار باز می‌شوند. این موشک دارای یک دم عمودی منفرد است. هدایت آن از طریق ناوبری اینرسیایی با به‌روزرسانی‌های سیستم موقعیت‌یاب جهانی (GPS) انجام می‌شود. یک جستجوگر تصویربرداری فروسرخ، شناسایی هدف و هدایت نهایی را فراهم می‌کند. یک پیوند داده به موشک اجازه می‌دهد تا موقعیت و وضعیت خود را در طول پرواز ارسال کند و ارزیابی بهتر خسارت بمب را امکان‌پذیر می‌سازد. کلاهک جنگی آن از نوع WDU-42/B با وزن ۴۵۰ کیلوگرم و قابلیت نفوذ است. جزم می‌تواند توسط طیف گسترده‌ای از هواپیماها حمل شود: جنگنده اف-۱۵ئی استرایک ایگل، جنگنده اف-۱۶ فایتینگ فالکون، جنگنده اف/اِی-۱۸ هورنت، جنگنده اف-۳۵ لایتنینگ ۲، بمب‌افکن بی-۱بی لنسر، بمب‌افکن بی-۲ اسپیریت و بمب‌افکن بی-۵۲ استراتوفورترس همگی برای حمل این سلاح در نظر گرفته شده‌اند. برخلاف موشک‌های کروز معمولی که برای جلوگیری از شناسایی در ارتفاع پایین پرواز می‌کنند، طراحی رادارگریز جزم به آن اجازه می‌دهد تا در ارتفاعات بالاتر پرواز کند تا بدون صرف انرژی برای مانور دادن در اطراف موانع زمینی به بردهای پروازی طولانی دست یابد.مرکز ارزیابی‌های استراتژیک و بودجه‌ای (CSBA) پیشنهاد کرده است که برای افزایش برد موشک ای‌جی‌ام-۱۵۸اِی، کلاهک آن سبک‌تر شود. به این ترتیب، می‌توان آن را از فاصله دورتری نسبت به پدافند هوایی دشمن شلیک کرد و در عین حال ارزان‌تر بوده و در تعداد بیشتری برای درگیری‌های طولانی‌مدت نسبت به نسخه ای‌جی‌ام-۱۵۸بی جزم-ئی‌آر در دسترس خواهد بود.
تا سال ۱۴۰۱-۱۴۰۲، لاکهید مارتین می‌توانست سالانه بیش از ۵۰۰ موشک از نسخه‌های جزم و اِل‌آراِی‌اِس‌اِم تولید کند و برنامه‌هایی برای افزایش تولید به ۱۰۰۰ موشک در سال وجود داشت.

### توسعه پر فراز و نشیب
آزمایش پرتاب در سال ۱۳۸۳-۱۳۸۴ در وایت سندز در سال ۱۳۷۷-۱۳۷۸، آزمایش‌های پروازی موتوردار موشک آغاز شد. این آزمایش‌ها موفقیت‌آمیز بود و تولید جزم در آذر-دی ۱۳۸۰ آغاز گردید. آزمایش و ارزیابی عملیاتی این سلاح در سال ۱۳۸۰-۱۳۸۱ شروع شد. در اواخر همان سال، دو موشک در آزمایش‌ها ناموفق بودند و پروژه به مدت سه ماه به تعویق افتاد تا اینکه در فروردین-اردیبهشت ۱۳۸۲ توسعه آن تکمیل شد. دو پرتاب دیگر نیز با شکست مواجه شد که این بار به دلیل مشکلات پرتابگر و موتور بود. در تیر-مرداد ۱۳۸۶، برنامه‌ای ۶۸ میلیون دلاری برای بهبود قابلیت اطمینان جزم و صدور گواهینامه مجدد برای موشک توسط وزارت دفاع ایالات متحده تأیید شد. تصمیم‌گیری در مورد ادامه برنامه تا بهار ۱۳۸۷ به تعویق افتاد. لاکهید مارتین موافقت کرد که موشک‌ها را با هزینه خود تعمیر کند و فرآیندهای تولید خود را سختگیرانه‌تر نماید.در ۵ شهریور ۱۳۸۸، دیوید ون بورن، دستیار وزیر نیروی هوایی در امور اکتساب، گفت که در حالی که آزمایش‌های بیشتری انجام می‌شود، یک شکاف تولید برای جزم وجود خواهد داشت. با این حال، آزمایش‌های بیشتر در سال ۱۳۸۷-۱۳۸۸ موفقیت‌آمیزتر بود و ۱۵ مورد از ۱۶ شلیک به هدف مورد نظر اصابت کرد که بسیار بالاتر از معیار ۷۵ درصدی تعیین شده برای آزمایش بود. این امر جزم را برای ورود به خدمت آماده کرد. نیروی هوایی ایالات متحده آمریکا قصد دارد تا ۴۹۰۰ موشک ای‌جی‌ام-۱۵۸ خریداری کند. در همین حال، نیروی دریایی ایالات متحده آمریکا در ابتدا قصد داشت ۴۵۳ موشک ای‌جی‌ام-۱۵۸ خریداری کند اما در عوض از برنامه خارج شد و به حفظ موشک اثبات‌شده ای‌جی‌ام-۸۴اِچ/کِی اِسلَم-ئی‌آر رأی داد.

### فروش خارجی

#### استرالیا
در سال ۱۳۸۴-۱۳۸۵، دولت استرالیا انتخاب جزم شرکت لاکهید مارتین را برای تجهیز جنگنده‌های اف/اِی-۱۸ هورنت نیروی هوایی سلطنتی استرالیا اعلام کرد. این اعلامیه بخشی از برنامه‌ای برای خارج کردن هواپیماهای تهاجمی اف-۱۱۱سی آردوارک نیروی هوایی سلطنتی استرالیا، جایگزینی موشک دورایستای ای‌جی‌ام-۱۴۲ پاپ‌آی و ایجاد قابلیت حمله دوربرد برای هورنت‌ها بود. جزم پس از آنکه موشک اروپایی تاروس کِی‌ئی‌پی‌دی ۳۵۰ پیشنهاد مناقصه خود را پس گرفت، بر اسلَم-ئی‌آر ترجیح داده شد، علی‌رغم اینکه کِی‌ئی‌پی‌دی ۳۵۰ در فرآیند اولیه RFP (درخواست برای پیشنهاد) به دلیل مشارکت سنگین آنها در آماده‌سازی سری برای نیروی هوایی آلمان، آزمایش‌های نیروهایشان در آفریقای جنوبی و مذاکرات نهایی آنها با نیروی هوایی اسپانیا که در نهایت منجر به قرارداد شد، امتیاز بالایی کسب کرده بود. از اواسط سال ۱۳۸۹، جزم برای استرالیا در حال تولید بود و برنامه‌ریزی شده بود که به زودی وارد خدمت شود.
در شهریور-مهر ۱۴۰۰، اسکات موریسون، نخست‌وزیر استرالیا، اعلام کرد که استرالیا موشک جزم-ئی‌آر را برای جنگنده‌های اف/اِی-۱۸اف سوپر هورنت و جنگنده‌های اف-۳۵اِی لایتنینگ ۲ نیروی هوایی سلطنتی استرالیا خریداری خواهد کرد.

#### فنلاند
فنلاند نیز قبلاً قصد داشت موشک‌های جزم را برای نیروی هوایی فنلاند به عنوان بخشی از برنامه‌های نوسازی ناوگان جنگنده‌های اف/اِی-۱۸ هورنت خود خریداری کند. با این حال، در بهمن-اسفند ۱۳۸۵ ایالات متحده از فروش این موشک‌ها خودداری کرد، در حالی که موافقت کرد سایر تلاش‌های نوسازی (به اصطلاح به‌روزرسانی میان‌دوره عمر ۲ یا MLU2) طبق برنامه پیش برود. با این حال، در مهر-آبان ۱۳۹۰، آژانس همکاری امنیتی دفاعی ایالات متحده (DSCA) اعلام کرد که مجوز فروش احتمالی به فنلاند را داده است. سفارشی به ارزش ۱۷۸.۵ میلیون یورو در اسفند ۱۳۹۰ - فروردین ۱۳۹۱ ثبت شد. در سال ۱۳۹۲-۱۳۹۳ گزارش شد که لاکهید مارتین از سال ۲۰۱۲ سه قرارداد مرتبط با یکپارچه‌سازی با فنلاند دریافت کرده است. در سال ۱۳۹۸-۱۳۹۹ فنلاند تصمیم گرفت ۲۰۰ موشک جزم-ئی‌آر تهیه کند. کار یکپارچه‌سازی فنلاند در ابتدا قرار بود تا پایان سال ۱۳۹۵ تکمیل شود، اما تا اسفند ۱۳۹۶ - فروردین ۱۳۹۷ که جنگنده‌های اف/اِی-۱۸ هورنت فنلاندی با موفقیت دو موشک جزم را در ایستگاه تسلیحات هوایی دریایی (NAWS) چاینا لیک آزمایش کردند، به پایان نرسید.
جزم همانقدر که یک قابلیت تهاجمی است، یک قابلیت بازدارندگی نیز محسوب می‌شود. این موشک دشمن را وادار به مکث و تفکر دوباره در مورد اقدامات تهاجمی می‌کند، زیرا امکان حمله دقیق به طیف گسترده‌ای از اهداف با ارزش را فراهم می‌آورد. — یک مقام ارشد فنلاندی در مورد چرایی نیاز فنلاند به این موشک‌ها

#### کره جنوبی
در سال ۱۳۹۱-۱۳۹۲ کره جنوبی برای تقویت توان تهاجمی نیروی هوایی کره جنوبی به دنبال جزم بود اما با مخالفت واشنگتن روبرو شد. دولت کره جنوبی در عوض توجه خود را به موشک تاروس کِی‌ئی‌پی‌دی ۳۵۰ معطوف کرد.

#### لهستان
در سال ۱۳۹۲-۱۳۹۳، لهستان برای خرید ای‌جی‌ام-۱۵۸ جزم به منظور گسترش قابلیت‌های حمله نفوذی عمیق جنگنده‌های اف-۱۶ بلاک ۵۲ پلاس فایتینگ فالکون خود، درخواست تأیید از کنگره آمریکا کرد. کنگره در اوایل مهر ۱۳۹۳ فروش را تأیید کرد و مذاکرات در اوایل آبان ۱۳۹۳ به نتیجه رسید. لهستان قراردادی ۲۵۰ میلیون دلاری برای ارتقاء جنگنده‌های اف-۱۶ خود و تجهیز جت‌ها به موشک‌های کروز پیشرفته (ای‌جی‌ام-۱۵۸) جزم در مراسمی در پایگاه هوایی پوزنان، لهستان، در ۲۰ آذر ۱۳۹۳ امضا کرد. انتظار می‌رود این موشک‌ها در سال ۱۳۹۵-۱۳۹۶ وارد خدمت عملیاتی شوند و لهستان در حال بررسی خرید اضافی برای نسخه دوربرد جزم-ئی‌آر است. در آذر-دی ۱۳۹۴ قرارداد تولید برای لات ۱۳ امضا شد. این قرارداد شامل ۱۴۰ فروند جزم برای فنلاند، لهستان و ایالات متحده، ۱۴۰ فروند موشک جزم-ئی‌آر برای ایالات متحده و داده‌ها، ابزارآلات و تجهیزات آزمایش است. گفته می‌شود این آخرین لات تولیدی است که شامل نسخه‌های غیر ئی‌آر خواهد بود. اولین جنگنده‌های اف-۱۶ اصلاح شده لهستان باید تا سال ۱۳۹۵-۱۳۹۶، زمانی که اولین موشک‌ها تحویل داده می‌شوند، آماده شوند. این کار قرار است تا ۸ تیر ۱۳۹۸ تکمیل شود. در آبان-آذر ۱۳۹۵، وزارت امور خارجه ایالات متحده آمریکا فروش احتمالی ۷۰ فروند ای‌جی‌ام-۱۵۸بی جزم-ئی‌آر به لهستان را تأیید کرد. از اسفند ۱۴۰۲ - فروردین ۱۴۰۳، وزارت امور خارجه ایالات متحده آمریکا فروش بالقوه حداکثر ۸۲۱ فروند موشک آماده شلیک ای‌جی‌ام-۱۵۸بی-۲ جزم-ئی‌آر و تجهیزات پشتیبانی مختلف دیگر به دولت لهستان به مبلغ ۱.۷۷ میلیارد دلار را تأیید کرد.

#### ژاپن
در برنامه دفاعی میان‌مدت سال ۱۳۹۷-۱۳۹۸ خود، دولت ژاپن طرحی را برای خرید جزم-ئی‌آر و ای‌جی‌ام-۱۵۸سی اِل‌آراِی‌اِس‌اِم برای استفاده در ناوگان جنگنده‌های اف-۱۵جِی ایگل خود ارائه کرد.
خرید حداکثر ۵۰ فروند جزم-ئی‌آر توسط وزارت امور خارجه ایالات متحده آمریکا در مرداد-شهریور ۱۴۰۲ تأیید شد. از سوی دیگر، به دلیل فراتر رفتن هزینه‌های طرح اصلاحات مورد نیاز برای جنگنده‌های اف-۱۵جِی جهت تجهیز این موشک‌ها از بودجه، اِل‌آراِی‌اِس‌اِم در سال ۱۳۹۹-۱۴۰۰ به نفع نسخه بهبود یافته (در حال توسعه) موشک سطح به کشتی ساخت داخل خود یعنی موشک تیپ ۱۲ کنار گذاشته شد.